# داستین فارنوم
داستین فارنوم (انگلیسی: Dustin Farnum; زاده ۲۷ مهٔ ۱۸۷۴ – درگذشته ۳ ژوئیه ۱۹۲۹) یک بازیگر فیلم صامت، خواننده و اجراکننده وودویل اهل ایالات متحده آمریکا بود.

## گزیده فیلمشناسی
از فیلم‌ها یا برنامه‌های تلویزیونی که وی در آن نقش داشته‌است می‌توان به آثار زیر اشاره کرد.
- دیوید گریک (فیلم ۱۹۱۶) (۱۹۱۶)
- دیوی کراکت (فیلم ۱۹۱۶) (۱۹۱۶)